# Admétosz (epigrammaköltő)
Admétosz (2. század) ókori görög epigrammaköltő.
Életéről szinte semmit sem tudunk. Lukianosz „Démónax élete” című munkájában előre megírt sírirata miatt kigúnyolta (Demonax 44.):
„Egy bizonyos Admétosz nevű fűzfapoéta egyszer kijelentette, hogy írt egy egysoros epigrammát, s meghagyta végrendeletében: ezt véssék majd sírkövének oszlopára. De nem árt, ha mindjárt idézzük is:
Född be porát, föld; Admétosz mint isten ívelt fel!
Démónax erre nevetve így szólt: Olyan szép ez az epigramma, Admétosz, hogy szívesen látnám máris kőbe vésve.”
A fent idézett egy soron kívül más nem maradt fenn tőle.